# 西洋占星術の用語一覧
西洋占星術の用語一覧（せいようせんせいじゅつのようごいちらん）は、西洋占星術の用語一覧。

## 基本要素

### ホロスコープ
- ホロスコープ
  - 天球
  - 黄道
- 天文暦

### サイン
- サイン (占星術)
  - サン・サイン
  - アセンダント・サイン
  - ルナー・サイン
- 十二宮
  1. 白羊宮（はくようきゅう／おひつじ座）
  2. 金牛宮（きんぎゅうきゅう／おうし座）
  3. 双児宮（そうじきゅう／ふたご座）
  4. 巨蟹宮（きょかいきゅう／かに座）
  5. 獅子宮（ししきゅう／しし座）
  6. 処女宮（しょじょきゅう／おとめ座）
  7. 天秤宮（てんびんきゅう／てんびん座）
  8. 天蝎宮（てんかつきゅう／さそり座）
  9. 人馬宮（じんばきゅう／いて座）
  10. 磨羯宮（まかつきゅう／やぎ座）
  11. 宝瓶宮（ほうへいきゅう／みずがめ座）
  12. 双魚宮（そうぎょきゅう／うお座）
- デーク
- 2区分・3区分・4区分

### ハウス
- ハウス (占星術)
- カスプ
- アセンダント
- ディセンダント
- 室項表

### 惑星・感受点
- 惑星 (占星術)あるいは感受点
  - ルーラー（守護星）
  - ベネフィック・マレフィック
- 10惑星（感受点）
  - 月 (占星術)（月）
  - 水星 (占星術)（水星）
  - 金星 (占星術)（金星）
  - 太陽 (占星術)（太陽）
  - 火星 (占星術)（火星）
  - 木星 (占星術)（木星）
  - 土星 (占星術)（土星）
  - 天王星 (占星術)（天王星）
  - 海王星 (占星術)（海王星）
  - 冥王星 (占星術)（冥王星）
- その他の小惑星・天体・感受点
  - ドラゴンヘッド、ドラゴンテール
  - ケレス (占星術)（ケレス）
  - パラス (占星術)（パラス）
  - ジュノー (占星術)（ジュノー）
  - ベスタ (占星術)（ベスタ）
- 品位
- アスペクト

## 占星術関連の人物
- Category:占星術師
- 占星術師
- クラウディオス・プトレマイオス
- ヨハネス・ケプラー

## 関連する天文・地学用語
- 太陽系
- 黄道
- 黄道十二星座
- 子午線
- 卯酉線
- 地平線